# Muzeologie
Muzeologie je věda, která zkoumá specifický vztah člověka k realitě, kterou tvoří sběratelství, ochrana a dokumentace předmětů, které tuto realitu vystihují.

## Dělení
- Historická muzeologie – rozebírá historii českých a světových sbírek, historii sběratelství, teorii sbírek, vazby mezi sbírkami, podmínky sbírání

- Teoretická muzeologie – věnuje se teoretickým východiskům oboru, je založena na třech principech:

1. Teorie selekce
2. Teorie tezaurace
3. Teorie prezentace

- Aplikovaná muzeologie (taktéž Muzeografie) – aplikuje muzeologii do ostatních vědních disciplín a aktivit týkajících se fungování muzea (ochrana a bezpečnost, konzervace, management, pedagogika, apod.)

- Speciální muzeologie – zabývá se muzejními podmínkami jednotlivých vědních disciplín (např. archeologie, etnografie, botanika, zoologie, apod.)

- Společenská muzeologie – hodnotí obraz muzea ve společnosti a roli muzea v rámci společnosti

## Studium muzeologie v Česku

### Historie
Základy muzeologie byly formulovány na univerzitě ve Vídni 90. letech 19. století za vedení prof. Aloise Riegla. Lektoři muzejnictví v Československu od roku 1921 přednášeli na univerzitách v Praze, v Brně a v Bratislavě. Roku 1953 ministerstvo kultury rozhodlo zřídit Ústřední muzeologický kabinet, v jehož čele v letech 1955-1980 stál Václav Pubal, jeho řízení- stejně jako vyučování muzeologie na filozofické fakultě Univerzity Karlovy vedené Jiřím Špětem, bylo silně ideologicky ovlivněné. Mezi přednášejícími muzeologie pro historiky a historiky umění patřil k významným odborníkům Vladimír Denkstein, jeho přednášky však nikdy nebyly publikovány. Moderní souhrnná příručka o dějinách muzejnictví tak dodnes chybí a vyučuje se většinou podle nevyhovující knihy Špétovy.
Metodickým orgánem pro česká muzea se stal Muzeologický kabinet Národního muzea pod vedením Mgr. Vladimíra Martince a RNDr. Jiřího Žalmana s pracovištěm v Praze 1 – Cihelné ulici 2. Po roce 1990 byly kabinety zrušeny a ke studijnímu oboru muzeologie se přidružila nově vzniklá kulturologie.

### Současnost
V současné době je obor muzeologie vyučován na několika vysokých školách. Jako jednooborové prezenční i kombinované studium je možné jej absolvovat na Filozofické fakultě Masarykovy univerzity v Brně (Ústav archeologie a muzeologie) , jako dvouoborové studium na Filozoficko-přírodovědecké fakultě Slezské univerzity v Opavě . Od akademického roku 2023/2024 se vyučuje nový navazující magisterský studijní program na Filozofické fakultě Univerzity Karlovy, program je uskutečňován v kooperaci s Národní muzeem a je zaměřen jako profesní. 

### Historie studia muzeologie na Filozofické fakultě Masarykovy univerzity v Brně
V roce 1921 byl zřízen lektorát muzejnictví díky řediteli tehdejšího Moravského zemského muzea Jaroslavu Helfertovi na vzniklé Masarykově univerzitě. V roce 1922 se začalo s výukou. Jednalo se o systém ročních kurzů. V rámci výuky pořádal Jaroslav Helfert exkurze do Moravského zemského muzea, aby tak studentům přiblížil muzejní praxi. Odchodem Jaroslava Helferta lektorát muzejnictví zanikl. Až v roce 1963 opět díky Janu Jelínkovi, řediteli Moravského zemského muzea vzniká tzn. externí katedra muzeologie. Byla první svého druhu v Česku a jednou z mála ve světě. Katedra organizovala postgraduální tříleté studium muzeologie pro pracovníky muzeí a galerií, které trvá dodnes. Katedra muzeologie se po roce 1968 stala součástí katedry archeologie. Samostatnou katedrou se stala v roce 1991. První ročník denního studia byl otevřen a výuka zahájena v roce 1993. V roce 1996 došlo v rámci reorganizace fakulty k sloučení katedry muzeologie a archeologie – Ústav archeologie a muzeologie. V roce 2000 byl otevřen první ročník kombinovaného studia.

## Osobnosti české muzeologie
- František Palacký
- Kliment Čermák
- Jaroslav Helfert
- Jan Jelínek
- Zbyněk Zbyslav Stránský
- Jiří Neústupný
- Josef Beneš

## Osobnosti světové muzeologie
- Peter van Mensch
- Friedrich Waidacher
- Ivo Maroević
- Georges Henri Rivière
- Soichiro Tsuruta